# Sistema Jornal do Commercio de Comunicação
O Sistema Jornal do Commercio de Comunicação é um conglomerado de mídia brasileiro com sede em Pernambuco.

## História
O Sistema Jornal do Commercio de Comunicação teve início em 1919 com a criação do Jornal do Commercio pelo jornalista, empresário e político F. Pessoa de Queiroz. O primeiro exemplar do jornal foi vendido no dia 3 de abril do mesmo ano. O Diário da Noite foi outro periódico da empresa, de circulação vespertina, tendo porém vida curta.
Em 1948, F. Pessoa inaugurou a Rádio Jornal do Commercio, cujo slogan era "Pernambuco falando para o mundo", ancorado em seus transmissores com potência de 100 kW. Em 1951 a interiorização do rádio teve início, com a Rádio Difusora de Caruaru, seguida das rádios de Pesqueira, Garanhuns, Limoeiro, e por último, Petrolina. A TV Jornal do Commercio, em 1960, foi a primeira emissora de televisão de Pernambuco.
Em 1970, o Sistema Jornal do Commercio entrou em crise financeira, com reflexos nos três setores: jornal, rádio e televisão. A crise deveu-se ao afastamento de seu fundador, que foi assumir o mandato de Senador por Pernambuco, e a má gerência então exercida pelo seu filho, Paulo Pessoa de Queiroz. Em 1974, a Justiça Federal decretou uma intervenção no Sistema Jornal do Commercio de Comunicação. A crise financeira foi responsável pelo fechamento das emissoras de rádio existentes no Interior de Pernambuco e do Diário da Noite, o primeiro a sofrer.

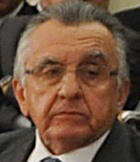
João Carlos Paes Mendonça, proprietário da empresa

A sucessão de crises administrativas e financeiras do grupo levou a uma grande greve em 1987, que resultou na mudança de controle acionário. O SJCC foi adquirido pelo empresário João Carlos Paes Mendonça, então proprietário da rede de supermercados Bompreço, iniciando a formação do Grupo JCPM, com a aquisição de ações e a administração de shopping centers no Brasil. A mudança de controle acionário e de administração levou o Sistema a uma recuperação.
Atualmente, o Jornal do Commercio vem mantendo uma liderança há vários anos no setor de jornais impressos. A TV Jornal é afiliada ao SBT e vice-líder de audiência no estado. A Rádio Jornal ostenta a liderança de audiência entre as emissoras AM e FM e também a liderança do segmento jornalístico na Região Metropolitana do Recife e a liderança entre as emissoras AM em Caruaru.

## Ativos

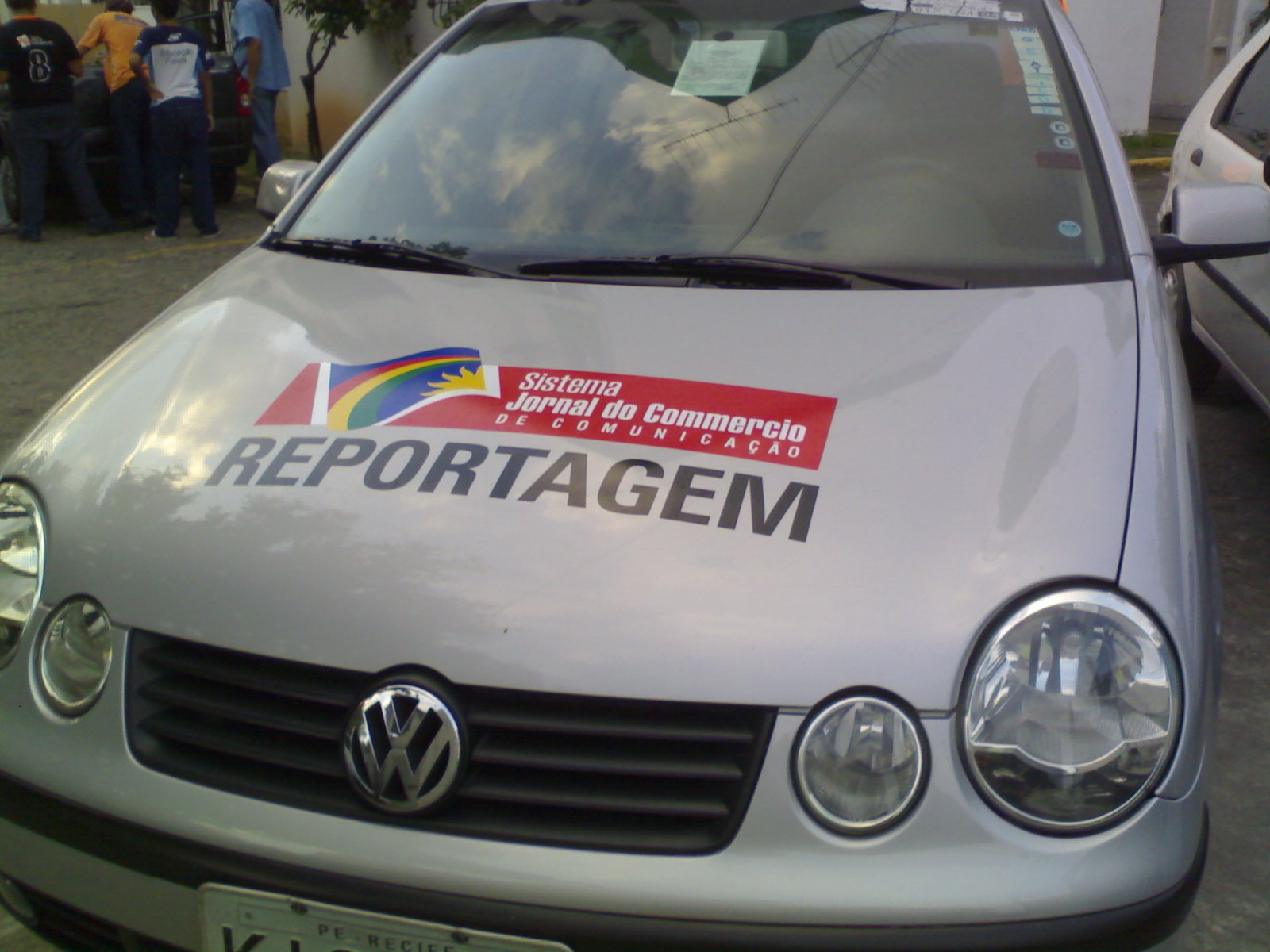
Carro de reportagem da empresa

### Internet
- Jornal do Commercio
- NE10

### Rádio
- JC FM
- Rádio Jornal
  - Rádio Jornal Caruaru
  - Rádio Jornal Garanhuns
  - Rádio Jornal Limoeiro
  - Rádio Jornal Pesqueira
  - Rádio Jornal Petrolina

### Televisão
- TV Jornal
  - TV Jornal Interior

### Antigos ativos
- Diário da Noite
- JC News FM
- Primeira Edição